# Liebherr T282
| Liebherr T 282B                    | Liebherr T 282B                       |
| T 282                              | T 282                                 |
| ---------------------------------- | ------------------------------------- |
| Hersteller:                        | Liebherr                              |
| Max. Einsatzgewicht:               | 600 t                                 |
| Leergewicht:                       | 237 t                                 |
| Max. Fahrgeschwindigkeit:          | 64 km/h                               |
| Motor:                             | 2722 kW, 3650 PS                      |
| Gebaute Stückzahl:                 | 110 (2005)                            |
| Antrieb:                           | Siemens/Liebherr-Wechselstrom-Antrieb |
| Abmessungen über alles (in Metern) | 14,5 lang × 9,7 breit × 8,3 hoch      |

Der Liebherr T 282 ist ein zweiachsiger Großmuldenkipper für den Einsatz im großen Tagebau. Der T 282 hat einen der stärksten Antriebe bei kommerziellen Nutzfahrzeugen. Er wurde in Newport News, Virginia, gefertigt. Nachfolger ist der vom T282C abgeleitete Liebherr T284 mit bis zu 3000 kW.

## Einsatzbereiche und Entwicklung
Der T 282 ist ein Tagebauspezialfahrzeug zum Abtransport von Erzen, Kohle und Abraum mit einer maximalen Ladekapazität von 364 Tonnen. Er wird im Kohle-, Gold-, Kupfer- und Diamanttagebau, aber auch zum Transport von Ölsand eingesetzt.
Mit dem Vorgängermodell T 262 mit einer maximalen Ladekapazität von 218 Tonnen hatte Liebherr bereits seit 1982 einen Großmuldenkipper für den Tagebau im Programm. Wegen der gestiegenen Anforderungen, insbesondere seitens sehr großer Tagebaue, wurde ein Modell mit deutlich höherer Ladekapazität entwickelt.
Die Größe der Fahrzeugflotte eines Tagebaus liegt meist nur im unteren zweistelligen Bereich. Die Fahrzeuge laufen in der Regel 24 Stunden täglich. Ein Ausfall eines oder mehrerer Fahrzeuge hat daher große Auswirkungen auf die Förderleistung eines Bergwerks. Deshalb wurde bei der Entwicklung des T 282 großes Gewicht auf hohe Verfügbarkeit und Zuverlässigkeit bei gleichzeitiger Reduktion der Betriebskosten gelegt. Alle Elemente des Fahrzeugs wurden auf weitgehende Wartungsfreiheit hin gestaltet. 1999 wurde der T 282 der Öffentlichkeit vorgestellt.
Auf der Fachmesse Bauma in München präsentierte Liebherr 2004 das neue Modell T 282 B, das im Rahmen von rund 200 Veränderungen insbesondere eine gesteigerte Ladekapazität mit stärkerer Motorleistung verband und im August des Jahres erstmals ausgeliefert wurde.
2016 stellte Liebherr auf der MINExpo mit dem T236 ein kleineres Modell mit einer Ladekapazität von 100 Tonnen vor.

## Marktposition
Ein T 282 B kostet rund 3,5 Millionen US-Dollar. In seinem Marktsegment konkurriert der T 282 vor allem mit dem Modell 797 des Marktführers Caterpillar sowie dem Komatsu 930 und dem 2007 vorgestellten Terex Unit Rig MT 6300AC. Weitere Modelle ähnlicher Größe wurden unter anderem von Hitachi angekündigt. Der belarussische Hersteller BelAZ hat 2013 den BelAZ-75710 vorgestellt. Wie alle Großmuldenkipper von Liebherr wird auch der T 282 im Werk in Newport News gebaut. Ende 2005 waren unter den weltweit 711 Großmuldenkippern der Ultraklasse mit mehr als 290 Tonnen 110 T 282, Ende Juni 2006 lagen für weitere 37 Fahrzeuge Bestellungen vor. Hauptkunden sind Codelco (Chile), Mt Arthur Coal (Australien), Syncrude (Kanada), North Antelope Rochelle Mine (Wyoming) und die Cortez Goldmine (Vereinigte Staaten).

## Technik

### Aufbau des Fahrzeugs

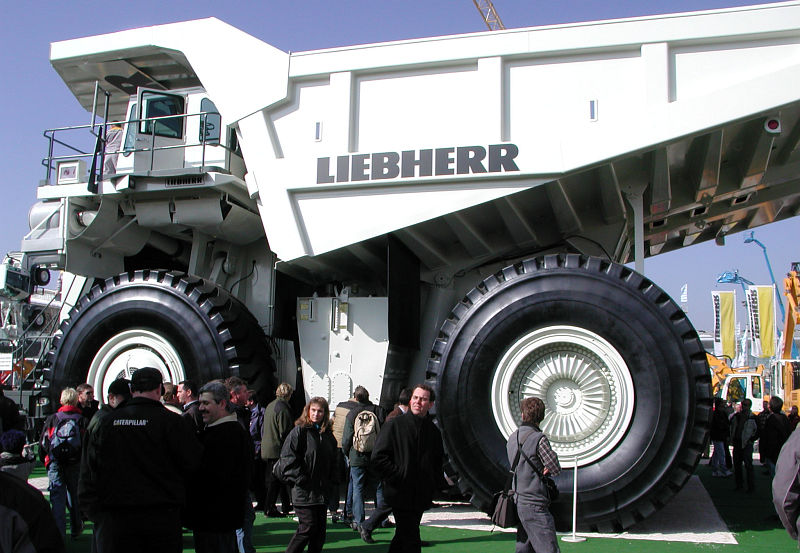
Muldenkipper Liebherr T282 B, Bauma München

Die folgenden Daten beziehen sich auf den T 282 B (Stand 2007), aktuell ist jedoch das Modell T 284 (Stand 2017).
Der T 282 B ist 14,5 Meter lang, 7,4 Meter hoch und 8,8 Meter breit, kann, abhängig von der verwendeten Mulde, bis zu 364 Tonnen zuladen und hat ein Gesamtgewicht von maximal 592 Tonnen. Das Fahrzeug erreicht eine Höchstgeschwindigkeit von 64 km/h. Die Räder haben einen Durchmesser von 4,11 Meter, ihr Gewicht beträgt 7,8 Tonnen. Der Durchschnittsverbrauch beträgt 174 Liter Diesel pro Betriebsstunde, das sind 4176 Liter pro Tag, der Tankinhalt von 4732 Liter reicht damit für etwas über 24 Stunden.
Die aus einem etwas über 20 Millimeter dicken Stahlblech bestehende Mulde ist 30 Tonnen schwer und kann innerhalb von 28 Sekunden bis zu einem Winkel von 45 Grad angehoben werden. Der geschweißte Kastenrahmen ist in seinen Hohlräumen durch zusätzliche Elemente versteift. Kontrollzentrum, Gebläse, Schaltkästen und Fahrerkabine befinden sich auf einem Deck oben an der Fahrzeugfront, die Kontrolle des Verkehrsraumes durch den Fahrer wird durch Videokameras um das Fahrzeug gewährleistet. Unterhalb des Decks befinden sich der Dieselmotor und der Generator.

### Bremssysteme
Der T 282 B verwendet zwei einander ergänzende Bremssysteme. Als primäres Bremssystem kommt eine weitgehend verschleißfreie elektrodynamische Dauerbremse mit rund 4480 kW (6030 PS) zum Einsatz. Wird sie aktiviert, fungieren die Antriebsmotoren als elektrische Generatoren, die die Bewegungsenergie in elektrische Energie umwandeln, die wiederum von luftgekühlten Widerständen in Wärme umgewandelt wird.

### Antriebssystem
Der Liebherr T 282 B hat einen dieselelektrischen Antrieb, der Kupplung und Schaltgetriebe überflüssig macht, wodurch Gewicht und Wartungsaufwand stark reduziert werden konnten. Der Dieselmotor treibt einen Generator an, der über elektronische Frequenzumrichter zwei Drehstrommotoren mit Strom versorgt. Von diesen Motoren ist je einer direkt hinter jeder Radnabe an der Hinterachse angebracht und treibt über ein Planetengetriebe je ein Radpaar der Hinterachse an.
Dieses Verfahren ermöglicht eine vollständig unabhängige Versorgung und Steuerung der Hinterradpaare voneinander, wodurch die Drehzahl jedes Paares getrennt regelbar ist. Wenn das Fahrzeug Kurven fährt, wird die Geschwindigkeit der äußeren Räder automatisch erhöht beziehungsweise die der inneren gesenkt, um die äußerst teuren Reifen zu schonen; eine Slip/Slide-Control gewährleistet darüber hinaus Spurtreue durch die Bereitstellung der jeweils notwendigen Antriebskraft für die einzelnen Hinterradpaare.
Als Dieselmotoren stehen mehrere Modelle zur Verfügung. Die stärkere Ausführung ist ein bei MTU Friedrichshafen gebauter MTU DD 20V4000. Der 10,5 Tonnen schwere Motor hat 20 Zylinder und 90 Liter Hubraum und erzeugt nach Werksangaben 2722 kW (3650 PS). Damit ist sie die stärkste in einem nicht spurgebundenen Landfahrzeug verwendete Antriebsmaschine. Alternativ kann ein Cummins-QSK-78-Dieselmotor eingesetzt werden, der mit 18 Zylindern und 76 Liter Hubraum 2610 kW (3500 PS) leistet und 11,3 Tonnen wiegt. Als Starterbatterie dienen sechs 12-Volt-Batterien, die 1475 Ampere bei 0 °C liefern.

## Spezifikation
|                          | T282                   | T282B                  | T282B                  | T282C                  | T282C                  | T282C                  | T284                   | T284                   | T284                   |
| ------------------------ | ---------------------- | ---------------------- | ---------------------- | ---------------------- | ---------------------- | ---------------------- | ---------------------- | ---------------------- | ---------------------- |
| Maximales Einsatzgewicht | 585 t                  | 592 t                  | 592 t                  | 600 t                  | 600 t                  | 600 t                  | 600 t                  | 600 t                  | 600 t                  |
| Nutzlast                 | 345 t                  | 363 t                  | 363 t                  | 363 t                  | 363 t                  | 363 t                  | 363 t                  | 363 t                  | 363 t                  |
| Max. Fahrgeschwindigkeit | 64 km/h                | 64 km/h                | 64 km/h                | 64 km/h                | 64 km/h                | 64 km/h                | 64 km/h                | 64 km/h                | 64 km/h                |
| Motor                    | Cummins QSK 60         | Cummins QSK 78         | MTU 20V4000 C22        | Cummins QSK 78         | MTU 20V4000 C22        | MTU 20V4000 C23        | Cummins QSK 78         | MTU 20V4000 C22        | MTU 20V4000 C23        |
| Leistung                 | 2014 kW (2700 PS)      | 2610 kW (3500 PS)      | 2722 kW (3650 PS)      | 2610 kW (3500 PS)      | 2722 kW (3650 PS)      | 2800 kW (3750 PS)      | 2610 kW (3500 PS)      | 2720 kW (3648 PS)      | 3000 kW (4023 PS)      |
| Zylinderanordnung        | V16                    | V18                    | V20                    | V18                    | V20                    | V20                    | V18                    | V20                    | V20                    |
| Fahrzeuglänge            |                        | 15,1 m                 | 15,1 m                 | 15,7 m                 | 15,7 m                 | 15,7 m                 | 15,7 m                 | 15,7 m                 | 15,7 m                 |
| Fahrzeugbreite           |                        | 9,7 m                  | 9,7 m                  | 9,5 m                  | 9,5 m                  | 9,5 m                  | 9,7 m                  | 9,7 m                  | 9,7 m                  |
| Tankinhalt               |                        | 4732 l                 | 4732 l                 | 5351 l                 | 5351 l                 | 5351 l                 | 5351 l                 | 5351 l                 | 5351 l                 |
| Reifengröße              | 56/80R63 oder 59/80R63 | 56/80R63 oder 59/80R63 | 56/80R63 oder 59/80R63 | 56/80R63 oder 59/80R63 | 56/80R63 oder 59/80R63 | 56/80R63 oder 59/80R63 | 56/80R63 oder 59/80R63 | 56/80R63 oder 59/80R63 | 56/80R63 oder 59/80R63 |